# Nana Dzagnidze
Nana Dzagnidze (grúzul: ნანა ძაგნიძე), (Kutaiszi, 1987. január 1. –) grúz női sakkozó, nagymester,  sakkolimpiai bajnok, Európa-bajnok (2017), villámsakk világbajnok (2017), U20 korosztályos junior világbajnok, U12, U16 és U18 korosztályos ifjúsági világbajnok, U10 és U12 korosztályos Európa-bajnok, háromszoros grúz bajnok.

## Életrajza
Ötéves korában édesapjától tanult meg sakkozni. A középiskola elvégzése után a Tbiliszi Állami Egyetem Nemzetközi Kapcsolatok szakán tanult. Férje szintén sakkozó volt, Shalva Kakulia, akivel 2011-ben házasodott össze és két gyermekük született.

## Sakkpályafutása

### Ifjúsági versenyeredményei
Először 1995-ben indult el az U10 korosztályos sakk-Európa-bajnokságon, amelyet 1997-ben 1 pont előnnyel a második helyezett Anna Muzicsuk előtt megnyert. 1996-ban az U10 korosztályos sakkvilágbajnokságon holtversenyben a 3−4. helyen végzett. Ugyanebben a korosztályban 1997-ben Kónéru Hanpival holtversenyes első lett és ezüstérmet szerzett. 1999-ben megnyerte az U12 korosztályos sakk-Európa-bajnokságot és a korosztályos sakkvilágbajnokságot is. 2000-ben az U14 korosztályos sakkvilágbajnokságon Kónéru Hanpival holtversenyben az 1−2. helyet szerezte meg, és ezüstérmes lett. 2001-ben megnyerte az U16 korosztály világbajnokságát, ugyanebben az évben elindult az U20 korosztályos junior sakkvilágbajnokságon is, ahol az 5−8. helyet szerezte meg, és ebben az évben kapta meg a női nemzetközi mester címet.
2002-ben az U16 világbajnokságon az 1−2. helyen végezve ezüstérmes, az U20 világbajnokságon a 2−3. helyen végezve bronzérmes. Ugyanebben az évben a Moszkvában rendezett Ifjúsági Sportjátékokon a fiúk és lányok közös mezőnyében Szergej Karjakin előtt az 1. helyet szerezte meg.
2003-ban, 16 évesen megnyerte az U18 ifjúsági világbajnokságot, és két pont előnnyel utasította maga mögé a mezőnyt az U20 junior sakkvilágbajnokságon is. Ebben az évben első lett Grúzia U20 korosztályos junior bajnokságán is. 2004-ben holtversenyben az 1−2. helyen végzett Grúzia
2005-ben Grúzia U20 korosztályos junior fiú bajnokságán holtversenyben a 3−5. helyet szerezte meg. Ebben az évben meghívást kapott a svájci Lausanne-ban rendezett VI. Young Masters ifjúsági nagymesterversenyre, ahol a zömében fiú versenyzők között a 7. helyet szerezte meg.

### Kiemelkedő felnőtt versenyeredményei
2003-ban, 16 éves korában szerezte meg első grúz felnőtt női bajnoki címét, egy évvel később holtversenyben végzett az 1−2. helyen. 2004-ben, 17 éves korában a felnőtt női sakk-Európa-bajnokságon holtversenyben a 3−6. helyet szerezte meg, és megnyerte a Maia Csiburdanidze-kupát. Ebben az évben szerezte meg a nemzetközi mester fokozatot.
2006-ban ezüstérmet szerzett Grúzia női bajnokságán. Az Istanbul Chess Festival Openen holtversenyben az első helyen végzett, és ezzel egyben a legjobb női eredményt érte el. 2008-ban holtversenyben az 1−2. helyen végzett Grúzia női bajnokságán. Ugyanebben az évben az Acropolis nemzetközi versenyen a 3−6. helyen végezve a férfi mezőnyben a legjobb női eredményt érte el.
Eredményei alapján a Nemzetközi Sakkszövetség (FIDE) 2008-ban ítélte oda számára a nagymester címet.
A 2009-es gibraltári GibTelecom sakkfesztiválon a legjobb eredményt elért női versenyző díját kapta meg, majd az 1. Tbilisi Municipality Cup nemzetközi nyílt versenyen holtversenyben a 2−10. helyen végezve szintén a legjobb női eredményt érte el.
2010-ben másfél pont előnnyel nyerte az egyik legerősebb női versenyt a FIDE Women's Grand Prix 2009–11 versenysorozat negyedik versenyét Jermukban, ahol a vert mezőnyben három világbajnok (Maia Csiburdanidze, Antoaneta Sztefanova és Hou Ji-fan) is szerepelt.
2011-ben a Gibraltáron rendezett erős Tradewise nemzetközi nyílt versenyen a legjobb eredményt elért női versenyző díját kapta meg. 2012-ben megnyerte az ACP Women Cup tornát, és holtversenyben az 1−3. helyen végzett a Curso Master de Swiss Manager tornán.
A 2014-es női villámsakk világbajnokságon Anna Muzicsuk mögött az ezüstérmet szerezte meg. A 2015-ös női villámsakk világbajnokságon Drónavalli Hárikával holtversenyben az 1−2. helyen végzett, és a rájátszásban ismét az ezüstérem jutott neki.
2016-ban az IMSA Eite Mind Games tornán Alekszandra Kosztyenyuk mögött a második helyen végzett.

### Eredményei a világbajnokságokon
A 2003-as junior sakkvilágbajnokság megnyerése révén a 2004-es női sakkvilágbajnokságon indulhatott először a felnőtt világbajnoki címért, ahol a negyeddöntőig jutott, és a világbajnoki címet is megszerző bolgár Antoaneta Sztefanova ütötte el a továbbjutástól.
A 2006-os női sakkvilágbajnokságon a 2. körben esett ki, miután vereséget szenvedett a kínai Csü Ven-csüntől.
A 2010-es női sakkvilágbajnokságon a 2. körben a francia Almira Skripchenkótól szenvedett vereséget.
A 2011-es sakkvilágbajnoki ciklusban a világbajnokkal való párosmérkőzés jogát a 2009−2011-es Grand Prix versenysorozaton elért első helyezéssel lehetett kivívni. A sorozat keretében a 2009. szeptember-októberben Nankingban rendezett versenyen második, a 2010. áprilisban Nalcsikban rendezett versenyen 3−4., a június−júliusban Jermukban rendezett versenyt nagy fölénnyel, másfél pont előnnyel megnyerte, 2011. február-márciusban Dohában a 4−6. lett. Összesítésben a 3. helyet szerezte meg, közvetlenül a világbajnok Hou Ji-fan és második helyével a világbajnok kihívásának jogát elnyerő Kónéru Hanpi mögött.
A 2015-ös sakkvilágbajnoki ciklusban Élő-pontszáma alapján vehetett részt a FIDE Women’s Grand Prix 2013–14 versenysorozatán. 2013. májusban Genfben rendezett versenyen a 3−4., júniusban Dilijanban 2−3., 2014. áprilisban Hanti-Manszijszkban a 6−7. helyen végzett, Júniusban Lopotában 4., és az összesítésben az 5. helyet szerezte meg.
A 2017-es női sakkvilágbajnokság kieséses rendszerű versenyén a negyeddöntőig jutott, ahol vereséget szenvedett az indiai Drónavalli Hárikától.
A 2017-ről elhalasztott 2018-as női sakkvilágbajnokság versenysorozatában Élő-pontszáma alapján vehet részt a FIDE Women’s Grand Prix 2015–16 versenysorozatán. 2015. októberben Monte-Carlóban 8., 2016-ban Teheránban a 4−5. helyen végzett, áprilisban Batumiban az 5−7. helyet szerezte meg. Az összesítésben a 11. helyen végzett.
A 2019-es női sakkvilágbajnokság versenysorozatában az első alkalommal megrendezett világbajnokjelöltek versenyén a 6. helyen végzett.

## Eredményei csapatban
2004 óta tagja Grúzia női válogatottjának a sakkolimpiákon, amelyeken csapatban a 2008-as sakkolimpián arany-, a 2012-es és a 2018-as sakkolimpián bronzérmet szerzett. Emellett egyéniben 2014-ben arany-, 2012-ben ezüst-, 2018-ban bronzérmet kapott a tábláján elért teljesítménye után. A 2014-es sakkolimpián 2719 ponttal az egész mezőnyben a legmagasabb teljesítményértéket érte el.
Három alkalommal (2009, 2011, 2013) játszott a grúz női válogatottban a sakkcsapat világbajnokságokon, amelyeken csapatban egy, egyéniben további három bronzérmet szerzett.
A Sakkcsapat Európa-bajnokságon először 2003-ban vett részt Grúzia válogatottjának tagjaként. Csapatban 2005-ben, 2009-ben, 2017-ben és 2019-ben ezüst-, 2011-ben és 2015-ben bronzérmet szerzett. Emellett egyéni teljesítményével 2007-ben és 2019-ben arany-, 2013-ban és 2019-ben ezüst-, 2011-ben bronzérmet nyert.
A Klubcsapatok Európa Kupájában 2004-ben és 2005-ben az NTN Tbiliszi, 2008-ban a CE de Monte Carlo, 2014-ben és 2015-ben a Nona Batumi csapatával aranyérmes lett. Egyéni teljesítményével 2005-ben, 2007-ben és 2008-ban arany-, 2006-ban, 2014-ben és 2015-ben ezüstérmes lett.
A kínai sakkligában 2010-ben a Shandong city csapatával bajnoki címet szerzett.

## Játékereje
A Nemzetközi Sakkszövetség (FIDE) 2017. áprilisra érvényes világranglistáján 2528 Élő-ponttal a nők között a 9. helyen állt. Legmagasabb Élő-pontszáma 2573 volt, amelyet 2015. júniusban ért el, legjobb világranglista helyezése a 3. hely volt, amit 2015. szeptember−november között foglalt el Hou Ji-fan és Kónéru Hanpi mögött. A legmagasabb Élő-pontjával a női sakkozók örökranglistáján a 11. helyen áll, és ő a legmagasabb pontszámot elért grúz női sakkozó.